# Murewa (Simbabwe)
Murewa (auch Murehwa) ist eine Kleinstadt in der Provinz Mashonaland East in Simbabwe.

## Geografie
Die Stadt liegt im gleichnamigen Distrikt, etwa 80 km östlich der Hauptstadt Harare. Die Höhe über normal Null beträgt etwas unter 1400 m.

## Infrastruktur

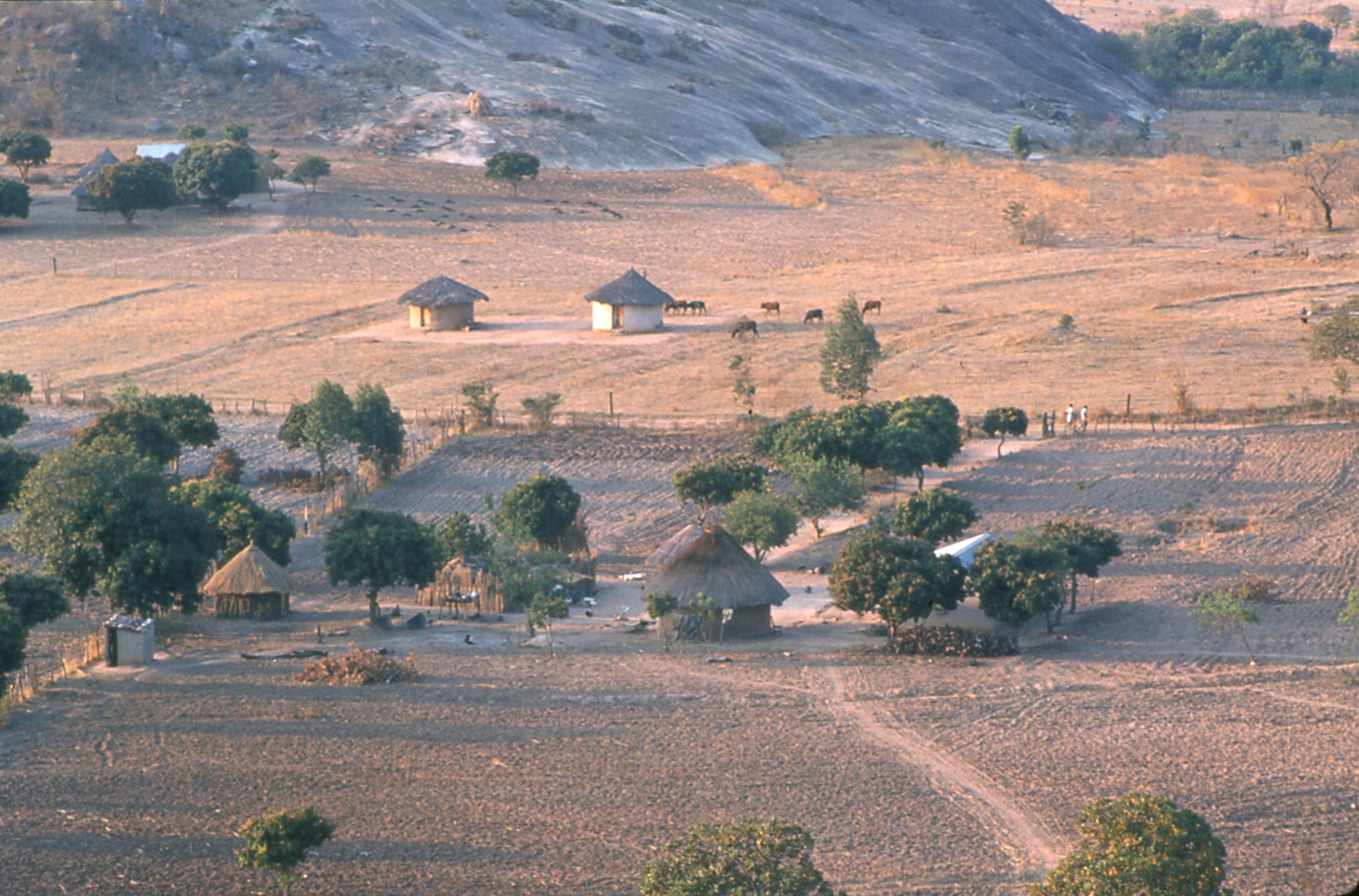
Shona-Gehöfte bei Murewa

Mit 11.750 Einwohnern (2002) ist Murewa der größte Ort im Distrikt. Aber öffentliche wie private Gebäude sind eher einfach und geben dem Ort den Charakter eines Township. In den letzten Jahren wurde von der methodistischen Mission in Murewa ein Waisenhaus für AIDS-Waisen (Surviving Child Orphan Trust) aufgebaut. Der Ort liegt an der Straße nach Tete in Mosambik.

## Archäologie
In der Nähe befinden sich die Murewa Caves und andere Felsüberhänge und Höhlen mit steinzeitlichen Felszeichnungen der einst hier lebenden San, mindestens 1000 Jahre alt.

## Persönlichkeiten
- Blessing Muzarabani (* 1996), Cricketspieler
- Dominic Benhura (* 1968), Bildhauer

## Landkarten
- Zimbabwe 1:250 000, Blatt Mutoko (topografische Übersichtskarte, Surveyor General)
- Zimbabwe Land Classification, First Edition 1997 (Karte 1:1 000 000, Surveyor General)